# Andrés Guardado
José Andrés Guardado Hernández (n. 28 septembrie 1986) este un fotbalist mexican care evoluează la Club León în Liga MX.

## Goluri internaționale
| #   | Data              | Stadion                                                 | Oponent                    | Scor | Rezultat | Competiția                                             |
| --- | ----------------- | ------------------------------------------------------- | -------------------------- | ---- | -------- | ------------------------------------------------------ |
| 1.  | 28 februarie 2007 | Qualcomm Stadium, San Diego, United States              | Venezuela                  | 1–0  | 3–1      | Meci amical                                            |
| 2.  | 24 iunie 2007     | Soldier Field, Chicago, United States                   | Statele Unite ale Americii | 1–0  | 1–2      | CONCACAF Gold Cup 2007                                 |
| 3.  | 14 iulie 2007     | Estadio Olímpico, Caracas, Venezuela                    | Uruguay                    | 3–1  | 3–1      | Copa América 2007                                      |
| 4.  | 8 iunie 2008      | Soldier Field, Chicago, United States                   | Peru                       | 2–0  | 4–0      | Meci amical                                            |
| 5.  | 21 iunie 2008     | Estadio Universitario, San Nicolás, Mexico              | Belize                     | 2–0  | 7–0      | Calificările pentru Campionatul Mondial de Fotbal 2010 |
| 6.  | 6 septembrie 2008 | Estadio Azteca, Mexico City, Mexico                     | Jamaica                    | 1–0  | 3–0      | Calificările pentru Campionatul Mondial de Fotbal 2010 |
| 7.  | 5 septembrie 2009 | Estadio Ricardo Saprissa, San José, Costa Rica          | Costa Rica                 | 3–0  | 3–0      | Calificările pentru Campionatul Mondial de Fotbal 2010 |
| 8.  | 13 mai 2010       | Reliant Stadium, Houston, United States                 | Angola                     | 1–0  | 1–0      | Meci amical                                            |
| 9.  | 26 martie 2011    | Oakland-Alameda County Coliseum, Oakland, United States | Paraguay                   | 2–0  | 3–1      | Meci amical                                            |
| 10. | 12 iunie 2011     | Soldier Field, Chicago, United States                   | Costa Rica                 | 2–0  | 4–1      | CONCACAF Gold Cup 2011                                 |
| 11. | 12 iunie 2011     | Soldier Field, Chicago, United States                   | Costa Rica                 | 3–0  | 4–1      | CONCACAF Gold Cup 2011                                 |
| 12. | 25 iunie 2011     | Rose Bowl, Pasadena, United States                      | Statele Unite ale Americii | 2–2  | 4–2      | CONCACAF Gold Cup 2011                                 |
| 13. | 4 septembrie 2011 | Estadi Cornellà-El Prat, Barcelona, Spain               | Chile                      | 1–0  | 1–0      | Meci amical                                            |
| 14. | 12 octombrie 2012 | BBVA Compass Stadium, Houston, United States            | Guyana                     | 1–0  | 5–0      | Calificările pentru Campionatul Mondial de Fotbal 2014 |
| 15. | 23 iunie 2014     | Itaipava Arena Pernambuco, São Lourenço da Mata, Brazil | Croația                    | 2–0  | 3–1      | 2014 FIFA World Cup                                    |
| 16. | 9 iulie 2015      | Soldier Field, Chicago, United States                   | Cuba                       | 4–0  | 6–0      | 2015 CONCACAF Gold Cup                                 |
| 17. | 15 iulie 2015     | Bank of America Stadium, Charlotte, United States       | Trinidad și Tobago         | 3–3  | 4–4      | 2015 CONCACAF Gold Cup                                 |
| 18. | 19 iulie 2015     | MetLife Stadium, East Rutherford, United States         | Costa Rica                 | 1–0  | 1–0      | 2015 CONCACAF Gold Cup                                 |
| 19. | 22 iulie 2015     | Georgia Dome, Atlanta, United States                    | Panama                     | 1–1  | 2–1      | 2015 CONCACAF Gold Cup                                 |
| 20. | 22 iulie 2015     | Georgia Dome, Atlanta, United States                    | Panama                     | 2–1  | 2–1      | 2015 CONCACAF Gold Cup                                 |
| 21. | 26 iulie 2015     | Lincoln Financial Field, Philadelphia, United States    | Jamaica                    | 1–0  | 3–1      | 2015 CONCACAF Gold Cup                                 |
| 22. | 13 noiembrie 2015 | Estadio Azteca, Mexico City, Mexico                     | El Salvador                | 1–0  | 3–0      | 2018 World Cup qualification                           |
| 23. | 29 martie 2016    | Estadio Azteca, Mexico City, Mexico                     | Canada                     | 1–0  | 2–0      | 2018 World Cup qualification                           |
| 24. | 28 mai 2016       | Georgia Dome, Atlanta, United States                    | Paraguay                   | 1–0  | 1–0      | Meci amical                                            |

## Palmares

### Club
Deportivo
- Cupa UEFA Intertoto: 2008
- Segunda División: 2011–12

### Internațional
Mexic
- CONCACAF Gold Cup: 2011

### Individual
- Rookie of the Tournament: Apertura 2005
- Best wingback of the Tournament: Apertura 2006, Clausura 2007
- Club Player of the Year: 2007, 2008
- Segunda División Best Midfielder: 2011–12

## Statistici

### Club
La 26 martie 2014.
| Club             | Sezon        | Campionat | Campionat | Campionat | Cupă    | Cupă   | Cupă    | Europa  | Europa | Europa  | Total   | Total  | Total   |
| Club             | Sezon        | Meciuri   | Goluri    | Assists   | Meciuri | Goluri | Assists | Meciuri | Goluri | Assists | Meciuri | Goluri | Assists |
| ---------------- | ------------ | --------- | --------- | --------- | ------- | ------ | ------- | ------- | ------ | ------- | ------- | ------ | ------- |
| Bayer Leverkusen | 2013–14      | 2         | 0         | 0         | 1       | 0      | 0       | 2       | 0      | 0       | 5       | 0      | 0       |
|                  | Total        | 2         | 0         | 0         | 1       | 0      | 0       | 2       | 0      | 0       | 5       | 0      | 0       |
| Valencia         | 2012–13      | 32        | 1         | 3         | 5       | 0      | 1       | 7       | 0      | 2       | 44      | 1      | 6       |
| Valencia         | 2013–14      | 16        | 0         | 2         | 0       | 0      | 0       | 0       | 0      | 0       | 16      | 0      | 2       |
|                  | Total        | 48        | 1         | 5         | 5       | 0      | 1       | 7       | 0      | 2       | 60      | 1      | 8       |
| Deportivo        | 2011–12      | 33        | 11        | 12        | 0       | 0      | 0       | 0       | 0      | 0       | 33      | 11     | 12      |
| Deportivo        | 2010–11      | 20        | 2         | 2         | 0       | 0      | 0       | 0       | 0      | 0       | 20      | 2      | 2       |
| Deportivo        | 2009–10      | 26        | 3         | 5         | 1       | 1      | 0       | 0       | 0      | 0       | 27      | 4      | 5       |
| Deportivo        | 2008–09      | 29        | 2         | 8         | 1       | 0      | 0       | 6       | 1      | 2       | 36      | 3      | 10      |
| Deportivo        | 2007–08      | 26        | 5         | 5         | 1       | 0      | 0       | 0       | 0      | 0       | 27      | 5      | 5       |
|                  | Total        | 134       | 23        | 32        | 3       | 1      | 0       | 6       | 1      | 2       | 143     | 25     | 34      |
| Atlas            | 2006–07      | 38        | 5         | 5         | 0       | 0      | 0       | 0       | 0      | 0       | 38      | 5      | 5       |
| Atlas            | 2005–06      | 26        | 1         | 2         | 0       | 0      | 0       | 0       | 0      | 0       | 26      | 1      | 2       |
|                  | Total        | 64        | 6         | 7         | -       | -      | -       | -       | -      | -       | 64      | 6      | 7       |
| Career total     | Career total | 246       | 30        | 44        | 9       | 1      | 1       | 15      | 1      | 4       | 268     | 32     | 49      |

### Internațional
La 5 martie 2014.
| Mexic | Mexic   | Mexic  |
| An    | Meciuri | Goluri |
| ----- | ------- | ------ |
| 2005  | 1       | 0      |
| 2006  | 7       | 0      |
| 2007  | 20      | 3      |
| 2008  | 10      | 3      |
| 2009  | 9       | 1      |
| 2010  | 15      | 1      |
| 2011  | 15      | 5      |
| 2012  | 10      | 1      |
| 2013  | 12      | 0      |
| 2014  | 1       | 0      |
| Total | 100     | 14     |